# Kristen Johnston
Kristen Johnston (Washington D. C., Estados Unidos; 20 de septiembre de 1967) es una actriz estadounidense de cine y televisión. Es conocida por su papel de Sally Salomón en la comedia 3rd Rock from the Sun por la que ganó dos veces el premio Emmy a mejor actriz de reparto en una serie de comedia. 

## Primeros años
Johnston nació en Washington D. C., Estados Unidos el 20 de septiembre de 1967, de ascendencia inglesa. Johnston fue criada principalmente en Fox Point, Wisconsin, un suburbio de Milwaukee, donde asistió a la Escuela Primaria Católica de San Eugenio y Whitefish Bay High School. Pasó parte de su adolescencia en Suecia y en América del Sur.

## Carrera
Johnston hizo su debut profesional con el New York Atlantic Theater Company, fundada por el dramaturgo David Mamet. Durante su asociación con esa compañía, apareció en producciones tales como As You Like It, Girl Talk, Stage Door, Author's Voice, Portrait of a Woman y Rosemary for Remembrance. Es profesora de interpretación en la Universidad de Nueva York. También es mentora de niñas de la ciudad de Nueva York con problemas de autoestima.

### 3rd Rock from the Sun
Después de numerosas audiciones en 1996 para la serie de televisión 3rd Rock from the Sun, ganó el papel de Sally Solomon. Actuó en la serie de 1996 a 2001 junto con John Lithgow, Jane Curtin, French Stewart, y Joseph Gordon-Levitt, y ese papel le valió dos Premios Emmy por mejor actriz de reparto en una serie de comedia.

### Otros trabajos
Johnston hizo su debut cinematográfico en The Debt, ganadora de Mejor Corto en el Festival de Cine de Cannes 1993. En 1995, interpretó a Kate en Backfire!. Otros créditos en televisión incluyen papeles de estrella invitada en las series Chicago Hope, Hearts Afire, Sex and the City, Ugly Betty, Modern Family, The Five Mrs. Buchanans y Mom. Apareció en The Exes, que debutó en TV Land el 30 de noviembre de 2011 y tuvo 4 temporadas. 
También fue la narradora en Microscopic Milton en Disney Channel. Sus papeles importantes en películas comercialmente exitosas incluyen Austin Powers: la espía que me achuchó en 1999, Austin Powers en Miembro de Oro en 2002 y Music and Lyrics en 2007. Interpretó a Vilma Picapiedra en la película Los Picapiedra en Viva Rock Vegas. En 2009 apareció en Guerra de novias junto con Anne Hathaway y Kate Hudson. También apareció en la película dirigida por Amy Heckerling, Vamps.
Apareció como jueza super especial en la temporada 5 episodio 2 del programa RuPaul's Drag Race, acompañada con Juliette Lewis.